# Achalinus niger
Espèce
Statut de conservation UICN

 LC  : Préoccupation mineure
Achalinus niger est une espèce de serpents de la famille des Xenodermatidae.

## Répartition
Cette espèce est endémique de Taïwan. Elle se rencontre entre 1 000 et 3 000 m d'altitude.

## Taxinomie
Il ne faut pas confondre cette espèce, décrite par Maki en 1931, avec Achalinus niger Bourret, 1935 qui est, quant à elle, synonyme de Achalinus ater Bourret, 1937.

## Publication originale
- Maki, 1931 : Monograph of the Snakes of Japan. Dai-ichi Shobo, Tokyo, vol. 1, no 7, p. 1-240.